# Вудбридж, Маргарет
Маргарет Дарлинг Вудбридж (англ. Margaret Darling Woodbridge, в замужестве Пресли, англ. Presley; 6 января 1902, Детройт, Мичиган — 23 февраля 1995, Бруклин, Нью-Йорк) — американская пловчиха, чемпионка летних Олимпийских игр 1920 года в эстафете 4×100 метров вольным стилем в составе сборной США, серебряный призёр на дистанции 300 м вольным стилем.

## Биография
Маргарет Дарлинг Вудбридж родилась в 1902 году в Детройте. Она плавала за клуб Detroit Athletic Club. На летних Олимпийских играх 1920 года в Антверпене 18-летняя Вудбридж была в составе первой женской сборной США по плаванию. Американки завоевали первые места на всех дистанциях. Сборная в составе Вудбридж, Фрэнсис Шрот, Ирен Гест и Этельды Блейбтрей победила в эстафете 4×100 метров вольным стилем, установив при этом новый мировой рекорд. Вудбридж также завоевала серебряную медаль в плавании 300 м вольным стилем, уступив Блейбтрей. Впоследствии эта дистанция была упразднена в пользу 400 м вольным стилем.
Вудбридж несколько раз побеждала на соревнованиях Любительского спортивного союза на дистанциях 110 и 220 ярдов вольным стилем. За свою карьеру Вудбридж установила национальные рекорды в плавании на 200 и 500 ярдов вольным стилем.
В 1982 году Маргарет Пресли была включена в Зал спортивной славы Университета штата Вашингтон, в 1989 — в Зал Славы мирового плавания как пионер в области плавания. Она скончалась в 1995 году на 94-м году жизни.